# Hidehiko Hoshino
Hidehiko Hoshino (星野英彦, Hoshino Hidehiko) (Fujioka - 16 de junho de 1966) é um guitarrista japonês, mais conhecido por ser guitarrista rítmico da banda de rock Buck-Tick desde 1983. Também faz parte do projeto secundário Dropz.

## Discografia

### Dropz
- Sweet Oblivion - 4 de abril de 2007 (71° posição nas paradas da Oricon)[3]